# Maya
Maya（マヤ）は、オートデスク社によるハイエンド3次元コンピュータグラフィックスアニメーションソフトウェアである。対応OSは、バージョン2019時点でWindows 7/10、macOS、Linuxとなっている。

## 概要
元はエイリアス・システムズ社の製品だったが、2005年10月、ライバルソフト「3ds Max」のオートデスク社に買収され、開発元が移っている。
ハリウッドをはじめとする映像現場で使われているプロ仕様のハイエンドソフトであり、映画・アニメ制作会社・テレビ番組・ゲーム・CMの制作に使用されている。範囲=シェアで言えば、VFXで圧倒的であり、建築ヴィジュアライゼーションでは3ds Maxが多く、ゲームでは3ds MaxとMayaは50:50だとAutodeskからは言われている。また、日本に限ってなら50%以上のトップのシェアを持っており、残りを3ds MaxとSoftimageが分け合っている状況である。
PowerAnimator（パワーアニメーター）の後継、ゲーム開発、キャラクターアニメーションを強く意識した製品である。また、いくつかの機械系CADのデータ形式にも対応しており、実際に自動車メーカーなどの製造業ではデザイン的な要素の強い部品の設計に使用している。
2016年1月末をもって、永久ライセンスの販売は終了し、定期的にライセンス料を支払うことで使用が許されるサブスクリプション型のライセンス制度に移行する。オートデスク社の主要ソフト（3ds Max等）もMayaと同様にサブスクリプション型となる。また、3ds Max等とのバンドル製品も2016年7月末で永久ライセンスの販売を終了する。

## バージョン
- 2002年7月 - Maya 4.5からmental ray for Mayaが無償ダウンロードが開始される。
  - Fluid EffectsやSmooth Proxy、Ramp Shaderが追加された。
- 2003年5月 - Maya 5.0が発表。Paint Effectsの追加や、ダイナミクスの計算速度が90%向上した。
- 2004年5月 - Maya 6.0が発表。Hair機能が搭載された。
  - キャラクターとアニメーション制作の大幅な改善や、Photoshopとの統合によりPSDファイルとの連携が可能となった。
- 2005年1月 - Maya 6.5が発表。パフォーマンスの向上によりファイルの入出力や画面描画、モデリング、デフォメーション、Maya Artisanなどの生産性が向上。
  - mental rayが3.4へバージョンアップ、mental ray for MayaSatellite、シーンセグメンテーションに新ツールなどが追加された。
- 2005年8月 - Maya 7.0から、トゥーンレンダリングを表現するためのMaya Vectorが標準装備され、冷たい感じのするリアルな3DCGだけでなく、手塗りの温もりがある3DCGも対応した。
  - レンダラーとしてはMaya 7.0からではあるが、それ以前のバージョンでも、ランプシェーダーによってトゥーン表現は可能である。
  - MotionBuilderで採用されているFullBodyIKが搭載された。
- 2006年8月 - Maya 8.0から、初めて64bitシステムに対応した。
  - mental rayによる、法線マップのレンダリングに対応した。
- 2007年1月17日 - バージョン8.5より、Nucleus テクノロジーが採用され、クロスシミュレーションを行う新たなシステムであるnClothがUnlimited搭載され、従来のClassic Clothから置き換えられた。
  - インターフェイスが日本語にも対応した。
- 2008年10月 - 2009で10周年を迎えるアニバーサリーエディションとして発表される。
  - Maya 2008 Extensionで搭載されたMaya Muscleと、Unlimitedにのみ新たにnParticlesが搭載される。
- 2009年8月 - CompleteがUnlimitedに統合され、Maya Composite、Autodesk MatchMover、を搭載、MayaでもAutodesk Backburnerが使用可能となる。
- 2010年4月7日 - 2011よりノキア社のアプリケーション開発フレームワーク「Qt」をベースにインターフェイスを改良。
  - 新たなスキニングシステムであるデュアルクォータニオンや、インタラクティブスキンバインドが追加された。